# Sithonie
La Sithonie (en grec : Σιθωνία, Sithonia) est une des trois péninsules de la Chalcidique, située entre la péninsule de Cassandra à l'ouest, et celle de l'Aktè à l'est. C'est également le nom d'un dème (municipalité) de la périphérie de Macédoine-Centrale, dont le siège est Nikíti.

## Géographie
La Sithonie est baignée à l'est par le golfe Singitique, et à l'ouest par le golfe Toronéen. 
Le dème actuel est issu de la fusion le 1er janvier 2011 de deux dèmes créés en 1987, Sithonie (siège : Nikiti) et Torone (siège : Sykiá) qui sont devenus des districts municipaux.

## Histoire
À partir du VIIIe siècle av. J.-C., des colons originaires de Chalcis y fondent plusieurs cités, dont la plus célèbre est Toronè.